# Cerastium biebersteinii
Cerastium biebersteinii là loài thực vật có hoa thuộc họ Cẩm chướng. Loài này được DC. mô tả khoa học đầu tiên năm 1823.